# Sanremix
Sanremix è un album del 1990 tratto dal programma televisivo Il caso Sanremo, pubblicato dalla Fonit Cetra. Il disco è effettivamente intestato a Renzo Arbore, Lino Banfi, Stefano Palatresi e l'orchestra d'accompagnamento "I Campagnoli Belli", tutti protagonisti della trasmissione, e interpreti, di volta in volta, delle varie canzoni eseguite in TV quindi incise. Da notare inoltre una poco più che ventenne Tosca, ancora accreditata con il nome anagrafico.

## Tracce
1. Che ne parliamo a fa' (Renzo Arbore e Lino Banfi)
2. Avevamo la stessa età (Stefano Palatresi)
3. Musetto (Renzo Arbore)
4. Mogliettina (Stefano Palatresi)
5. Se tu non fossi qui (Lino Banfi)
6. L'edera (Tiziana Donati)
7. Madonna delle rose (Gino Pollazzi)
8. Ci-ciu-cì (Stefano Palatresi e I Campagnoli Belli)
9. Piripicchio e piripicchia (I Campagnoli Belli)
10. Sole, pizza e amore (I Campagnoli Belli)
11. Il pericolo n.1 (Gino Pollazzi e I Campagnoli Belli)
12. Giovane giovane (I Campagnoli Belli)
13. Nessuno (I Campagnoli Belli)
14. Sabato sera (Stefano Palatresi e I Campagnoli Belli)
15. E la candela va (Renzo Arbore e Lino Banfi)
16. Stasera no no (Stefano Palatresi e I Campagnoli Belli)
17. Canzone da due soldi (Renzo Arbore)
18. Mi va di cantare (Lino Banfi)
19. Sempre con te (Tiziana Donati)
20. E se domani... (Lino Banfi)
21. Se piangi se ridi (Renzo Arbore)
22. Era un omino piccino piccino (I Campagnoli Belli)
23. Casetta in Canadà (I Campagnoli Belli)
24. Aprite le finestre